# A Senhora Holle

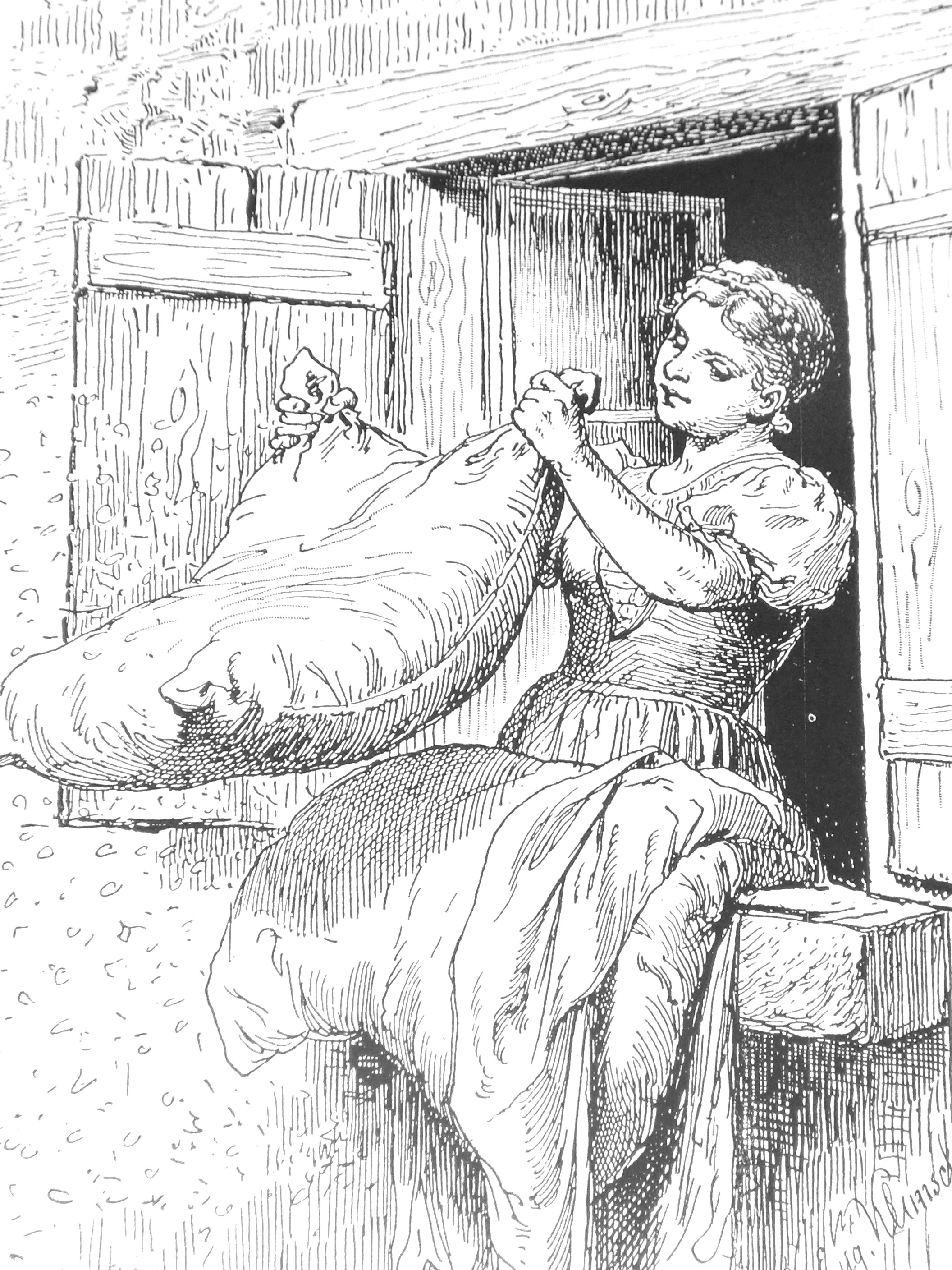
A Senhora Holle (ilustração de Hermann Vogel)

"A Senhora Holle" (conhecida também como "Dona Ola", "Mãe Hilda" ou "Mãe Hulda", ou também "Dona Flocos de Neve") é um conto de fadas alemão coletado pelos Irmãos Grimm em seu livro Contos de Grimm em 1812. Segundo Aarne-Thompson, o conto de fadas pertence ao tipo de conto de fadas 480D: histórias de garotas boas e travessas.
A Senhora Holle (também conhecida em várias regiões como Holla, Holda, Pehta, Berchta, Berta ou Bertha) foi inicialmente uma figura lendária feminina pré-cristã que sobreviveu na crença popular até o século XIX.
O nome pode ser cognato da criatura escandinava conhecida como Hulder. Jacob Grimm fez uma tentativa de estabelecê-la como uma deusa germânica.

## A Lendária Criatura

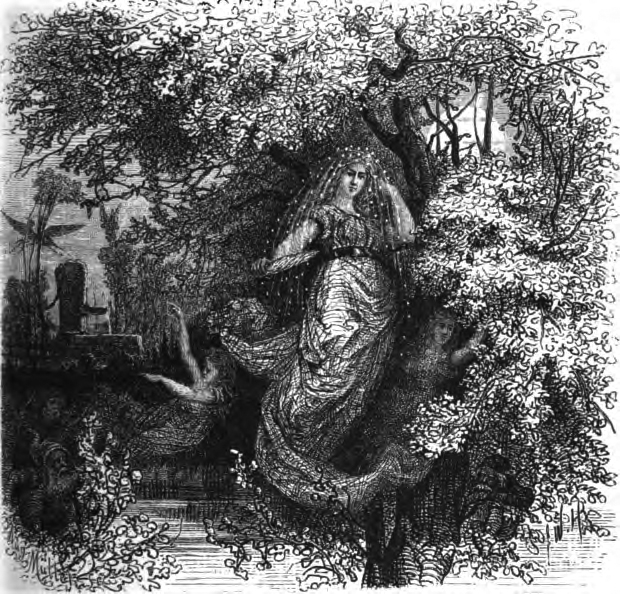
"Holda, a boa protetora" (1882) por Friedrich Wilhelm Heine.

### Etimologia
Acredita-se que o nome se origine do alemão huld  ("gracioso, amigável, simpático, grato" encontrado em hold sein, huldigen) do alto-alemão médio hulde, alto-alemão antigo huldī ("simpatia"). Cognato com as línguas dinamarquês e sueca huld ("justo, gentil, gracioso"), ou hyld ("secreto, oculto"), islandesa hollur ("fiel, dedicado, leal"), inglês médio hold, holde, inglês antigo hold (" gracioso, amigável, gentil, favorável, verdadeiro, fiel, leal, devoto, aceitável, agradável"), do proto-germânico hulþaz ("favorável, gracioso, leal"), do proto-indo-europeu *kel- ("cuidar , inclinar, dobrar, inclinar").

### Origens e Atestados
À medida que o cristianismo substituiu lentamente o paganismo germânico durante a Baixa Idade Média, muitos dos antigos costumes foram gradualmente perdidos ou assimilados pela tradição cristã. No final da Alta Idade Média, o paganismo germânico foi quase completamente marginalizado e misturado ao folclore rural, no qual a personagem Frau Hulda acabou sobrevivendo.
No folclore germânico pré-cristão, Hulda, Holda, Holle e Holla eram todos nomes para denotar um único ser. Hulda também está relacionada com a figura germânica de Pehta. Ela mora no fundo de um poço, anda de carroça e ensina a prática de fazer linho. De acordo com Erika Timm, Perchta emergiu de um amálgama de tradições germânicas e pré-germânicas, provavelmente celtas, das regiões alpinas após o período de migração no início da Idade Média.
Holle é a deusa das crianças que morreram quando bebês, e alternativamente conhecida como Dunkle Großmutter (Vovó das Sombras) e Weisse Frau (Senhora Branca), , elementos que também são mais tipicamente associados ao conto de fadas dos Grimms.
O festival da Senhora Holle acontece no meio do inverno, época em que os humanos se retiram do frio para dentro de casa. Pode ser significativo que os Doze Dias do Natal fossem originalmente os Zwölften ("os Doze"), que, como o mesmo período do calendário celta, eram um período intercalar durante o qual se pensava que os mortos vagavam pelo exterior.:105
A conexão de Holda com o mundo espiritual através da magia da fiação e da tecelagem associou-a à bruxaria no folclore católico alemão. Considerava-se que ela cavalgava com as bruxas em rocas de fiar, que se assemelham muito às vassouras que as bruxas costumam montar. Da mesma forma, Holda era frequentemente identificada com Diana em antigos documentos da igreja. Já no início do século XI ela parece ter sido conhecida como a líder das mulheres e dos espíritos noturnos femininos, que "na linguagem comum são chamados de Hulden de Holda". Estas mulheres saíam de casa como espírito, saindo “por portas fechadas no silêncio da noite, deixando para trás os maridos adormecidos”. Elas viajariam grandes distâncias pelo céu, para grandes festas ou para batalhas entre as nuvens.

## Conto de Fadas

### Cenário
O conto foi publicado pelos Irmãos Grimm na primeira edição do livro Contos de Grimm, publicada em 1812. Sua fonte foi de Dortchen Wild, amiga e futura esposa de Wilhelm Grimm. Alguns detalhes foram adicionados na segunda edição (1819), principalmente as saudações do galo, baseadas no relato de Georg August Friedrich Goldmann de Hanôver.
Ainda é uma expressão comum em Hesse, no sul da Holanda e em outros lugares, dizer "Hulda está arrumando a cama" quando está nevando, ou seja, quando ela arruma a cama e cai neve do céu. Como muitos outros contos coletados pelos Irmãos Grimm, a história de Senhora Holle foi contada para ensinar uma moral. Nesse caso, é que o trabalho duro é recompensado e a preguiça é punida.

### Enredo
Uma viúva rica morava com a filha e a enteada. A viúva favorecia a filha biológica mais nova, permitindo que ela se tornasse mimada e ociosa enquanto a enteada mais velha ficava com todo o trabalho. Todos os dias, a enteada sentava-se do lado de fora da cabana e tecia ao lado do poço.
Um dia, ela espetou o dedo na ponta do fuso. Quando ela se inclinou sobre o poço para lavar o sangue, o fuso caiu de sua mão e sumiu de vista. A enteada temeu ser punida por perder o fuso e, em pânico, pulou no poço atrás dele.
A menina se viu em um campo, onde encontrou um forno cheio de pão. O pão pediu para ser retirado antes de queimar. Com uma casca de padeiro, ela tirou todos os pães e seguiu em frente. Em seguida chegou a uma macieira que pediu que suas maçãs fossem colhidas. Então as colheu e juntou em uma pilha antes de continuar seu caminho. Finalmente, chegou à pequena casa de uma senhora idosa, que se ofereceu moradia caso ajudasse nas tarefas domésticas.
A mulher se identificou como Senhora Holle, e pediu para a menina sacudir bem os travesseiros de penas e a colcha ao arrumar a cama, pois isso faria nevar em seu mundo. A menina concordou em ajudar Senhora Holle e teve o cuidado de sempre sacudir o colchão de penas até que as penas voassem como flocos de neve.
Depois de um tempo, a menina sentiu saudades de casa e disse a Senhora Holle que era hora de ela voltar para casa. Senhora Holle ficou tão impressionada com a gentileza e o trabalho árduo da menina que, quando a acompanhou até o portão, uma chuva de ouro caiu sobre ela. Ela também lhe deu o fuso que havia caído no poço. Com isso, o portão foi fechado e a menina se viu de volta não muito longe de sua casa.
Sua mãe desejou a mesma sorte para sua filha biológica. Ela também a fez sentar perto do poço e fiar, mas a garota deliberadamente jogou o fuso no poço antes de pular dentro dela. Ela também veio ao forno, mas não ajudou o pão nem a macieira. Quando ela foi à casa de Senhora Holle, ela também ajudou da mesma maneira. Mas assim que passou o tempo, a menina caiu em seus modos preguiçosos e descuidados. Senhora Holle logo a dispensou. Enquanto a garota preguiçosa estava parada no portão, uma chaleira de piche derramou sobre ela. “Isso é o que você ganhou”, disse Frau Holle e fechou o portão.
Outras versões descrevem a primeira garota tendo uma peça de ouro caindo de seus lábios toda vez que ela fala, enquanto a segunda tem um sapo caindo de seus lábios toda vez que ela fala, como retratado em Diamantes e Sapos.

### Análise
Como muitos dos outros contos coletados pelos irmãos Grimm, "Frau Holle" personifica o bom e o mau comportamento, e a recompensa apropriada concedida a cada um. Mesmo assim, também apresenta uma série de contrastes com outras histórias. Normalmente, os seres mágicos que aparecem nos contos devem entrar no mundo real e aparecer aos protagonistas antes que qualquer intercessão possa ocorrer. Além disso, estes seres são quase sempre anónimos e, portanto, difíceis de correlacionar com figuras da mitologia pré-cristã. Por outro lado, Senhora Holle reside em algum lugar acima da Terra, e os protagonistas devem ir até ela, paradoxalmente mergulhando em uma poço. Quando ela arruma a cama, as penas soltas são “agitadas” e caem na terra como neve, e portanto este conto de fadas também é um mito de origem. A comparação entre Frau Holle e uma deusa do tempo ou da terra é inevitável.

### Adaptações em Filmes
- Mother Holly (1906), Alemanha
- Frau Holle (1953), Alemanha Oriental
- Mother Holly (1954), Alemanha Ocidental
- Mother Holly (1961), Alemanha Ocidental
- Mother Holly (1963), Alemanha Oriental
- Once Upon a Time (1973), Alemanha Ocidental
- The Feather Fairy (1985), Checoslováquia
- Mãe Hulda (2008), Alemanha
- Gretel & Hansel (2020), Estados Unidos, Canadá e Irlanda